# Kanton Le Hom
Le Hom (vroeger Thury-Harcourt) is een kanton van het Franse departement Calvados. Het kanton maakt deel uit van het arrondissement Caen. Het decreet van 24 februari 2021 heeft de naam van het kanton aangepast aan de naam van de hoofdplaats.

## Gemeenten
Het kanton Thury-Harcourt omvatte tot 2014 de volgende 26 gemeenten:
- Acqueville
- Angoville
- Le Bô
- Caumont-sur-Orne
- Cauville
- Cesny-Bois-Halbout
- Clécy
- Combray
- Cossesseville
- Croisilles
- Culey-le-Patry
- Donnay
- Espins
- Esson
- Martainville
- Meslay
- Placy
- La Pommeraye
- Saint-Denis-de-Méré
- Saint-Lambert
- Saint-Omer
- Saint-Rémy
- Thury-Harcourt (hoofdplaats)
- Tournebu
- Le Vey
- La Villette

Na de herindeling van de kantons bij decreet van 17 februari 2014, met uitwerking op 22 maart 2015, omvatte het 51 gemeenten.
Op 1 januari 2016 werden de gemeenten Caumont-sur-Orne, Curcy-sur-Orne, Hamars, Saint-Martin-de-Sallen en Thury-Harcourt samengevoegd tot de fusiegemeente (commune nouvelle) Le Hom die op 1 januari 2022 werd hernoemd naar Thury-Harcourt-le-Hom.

Op 1 januari 2019 werden de gemeenten Cesny-Bois-Halbout, Acqueville, Angoville, Placy en Tournebu samengevoegd tot de fusiegemeente Cesny-les-Sources.

Op 1 januari 2019 werden de gemeenten Trois-Monts en Goupillières samengevoegd tot de fusiegemeente Montillières-sur-Orne.
Sindsdien omvat het kanton volgende 42 gemeenten:
- Barbery
- Le Bô
- Boulon
- Bretteville-le-Rabet
- Bretteville-sur-Laize
- Le Bû-sur-Rouvres
- Cauvicourt
- Cauville
- Cesny-les-Sources
- Cintheaux
- Clécy
- Combray
- Cossesseville
- Croisilles
- Culey-le-Patry
- Donnay
- Espins
- Esson
- Estrées-la-Campagne
- Fresney-le-Puceux
- Fresney-le-Vieux
- Gouvix
- Grainville-Langannerie
- Grimbosq
- Martainville
- Meslay
- Montillières-sur-Orne
- Moulines
- Les Moutiers-en-Cinglais
- Mutrécy
- Ouffières
- La Pommeraye
- Saint-Germain-le-Vasson
- Saint-Lambert
- Saint-Laurent-de-Condel
- Saint-Omer
- Saint-Rémy
- Saint-Sylvain
- Soignolles
- Thury-Harcourt-le-Hom (hoofdplaats)
- Urville
- Le Vey